# Tall al-Ajjul
Tall al-Ajjul of Tell el-Ajjul is een archeologische vindplaats in de Gazastrook aan de monding van de HaBesor ten zuiden van Gaza stad.
In 1930-1934 Tell el-Ajjul werd in 1930-1934 opgegraven door Britse archeologen onder leiding van Sir William Flinders Petrie.
In 1999 en 2000 groef Peter M. Fischer verder.
Er werden honderden potscherven gevonden afkomstig uit Cyprus.
Ajjul is een mogelijke locatie van de stad Sharuhen en ook voor Beit Eglaim vermeld in Onomasticon van Eusebius.